# Marie Thérèse Haze
Jeanne Haze, F.C., řeholním jménem Marie-Thérèse od Nejsvětějšího Srdce Ježíšova (27. února 1782, Lutych – 7. ledna 1876, tamtéž) byla belgická římskokatolická řeholnice, zakladatelka a členka kongregace Dcer Kříže. Katolická církev ji uctívá jako blahoslavenou.

## Život

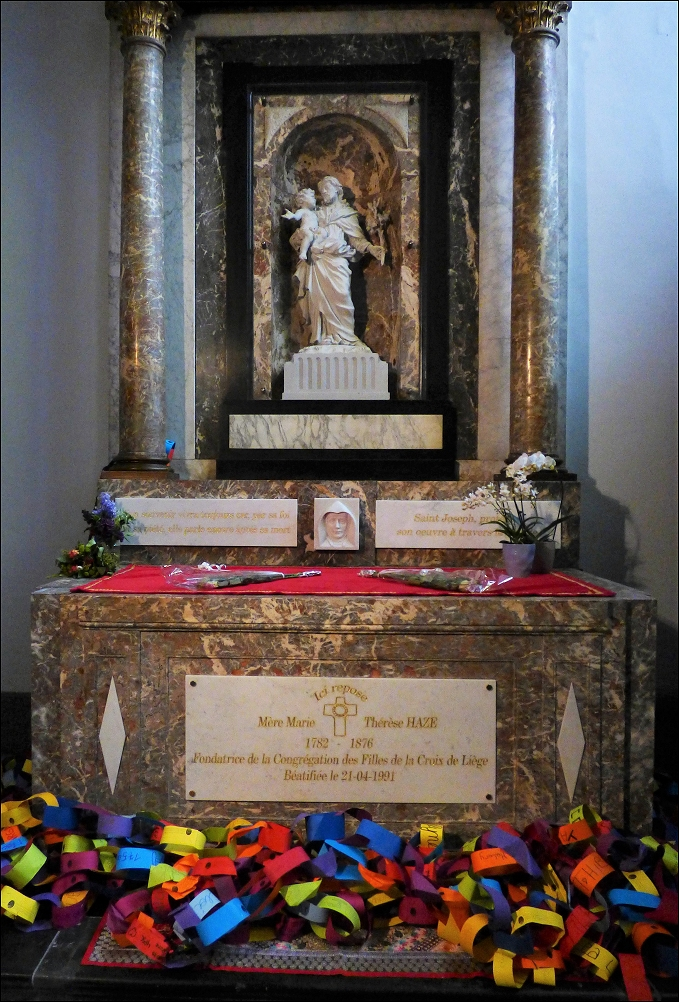
Oltář s jejími ostatky v katedrále sv. Pavla v Lutychu

Narodila se dne 27. února 1782 v Lutychu jako jedno ze sedmi dětí. Její otec sloužil jako asistent místního knížete-biskupa. Poté, co francouzské síly v roce 1794 obsadily Nizozemí, se její otec rozhodl přestěhovat se svými příbuznými do Německé říše, aby zde nalezl bezpečné útočiště.
V dětství si vypěstovala silnou oddanost Umučení Kristovu. Již ve čtyřech letech uměla číst a psát. Po nastolení míru se s rodinou vrátila do Belgie. Její matka zemřela v roce 1820. Poté se se sestrou rozhodla pro řeholní život, ale tehdy platné protiklášterní zákony Spojeného království Nizozemska tomu bránily. Namísto vstupu do kláštera se sestry rozhodly žít řeholní formou ve vlastním domě a v roce 1824 si otevřely malou školu, aby se uživily.
V roce 1829 je místní farář požádal o pomoc se vzděláváním dívek v oblasti, které trpěly nedostatkem školní docházky, tehdy rozšířeným v důsledku okupace. Sestry výzvu přijaly a otevřely bezplatnou školu v domě farního kaplana, kanovníka Jeana-Guillaume Habetseho. Vyhlášení nezávislosti, které vedlo ke vzniku Belgického království, sestrám umožnilo založit školu jako křesťanskou instituci.
Se sestrou se svěřily Habetsovi s vizí založení nové ženské řeholní kongregace, později pojmenovanou Dcery Kříže. Při návštěvě školy biskup Cornelius van Bommel vyjádřil souhlas se založením kongregace a pověřil Habetseho, aby pomohl sestrám sepsat její stanovy, které byly vypracovány v roce 1832. Byly inspirováni jezuitskou řeholí. Dne 8. září 1833 složila v karmelitánském kostele nedaleko jí zřízené školy spolu se svoji sestrou a dalšími dvěma společnicemi doživotní řeholní sliby. Přijala řeholní jméno Marie Terezie od Nejsvětějšího Srdce Ježíšova, zatímco její sestra Ferdinande si zvolila řeholní jméno Aloysia. Další kandidátky o vstup do jí založené kongregace v té době zahájily noviciát. Byla zvolena první generální představenou kongregace Dcer Kříže, kterou poté byla až do své smrti.
Zemřela dne 7. ledna 1876 v Lutychu a 21. dubna 1993 byly její ostatky uloženy v kapli mateřského domu jí založené kongregace v témže městě. Od 29. dubna 2017 jsou její ostatky uchovávány uchovávány v lutyšské katedrále sv. Pavla.

## Úcta
Její beatifikační proces započal dne 13. prosince 1911, čímž obdržela titul služebnice Boží. Dne 9. února 1941 ji papež Pius XII. podepsáním dekretu o jejích hrdinských ctnostech prohlásil za ctihodnou. Dne 22. ledna 1991 byl uznán zázrak na její přímluvu, potřebný pro její blahořečení.
Blahořečena pak byla dne 21. dubna 1991 na Svatopetrském náměstí papežem sv. Janem Pavlem II.
Její památka je připomínána 7. ledna. Bývá zobrazována v řeholním oděvu. Je patronkou jí založené kongregace.